# 64296 Hokoon
64296 Hokoon è un asteroide della fascia principale. Scoperto nel 2001, presenta un'orbita caratterizzata da un semiasse maggiore pari a 2,3939271 UA e da un'eccentricità di 0,1135368, inclinata di 6,87317° rispetto all'eclittica.